# Kürşad Tüzmen
Kürşad Tüzmen né le 9 octobre 1958 à Ankara, est un homme politique turc.

## Formation
Diplômé de département de gestion de l'Université technique du Moyen-Orient en 1981. Il fait une recherche à Liverpool en 1987 sur l'administration de zone franche et fait son master à Université de l'Illinois sur la gestion internationale en 1991.

## Carrière professionnelle
Il est expert dans l'Organisation de Planification d'État (DPT) entre 1984-1991. Dans le sous-secrétariat du trésor et du commerce extérieur, il est chef du bureau (1991-1993), directeur-adjoint (1993-1994) et directeur de zone franche (1994-1997), sous-secrétaire-adjoint (1997-1999) et sous-secrétaire (1999-2002).

## Carrière politique
Membre du parti de la justice et du développement (AKP), député de Gaziantep (2002-2007) et de Mersin (2007-2011) ministre d'État chargé des douanes (2002-2003, 2003-2007) et du commerce extérieur (2002-2003, 2003-2009), ministre de l'environnement (2003). Vice-président d'AKP chargé des relations extérieures (2009-2010).